# Apófisis coronoides del cúbito
La apófisis coronoides del cúbito (o "processus coronoideus ulnae" en latín) es una eminencia triangular proyectada hacia delante desde la parte superior y frontal del cúbito.
Su base es continua con el cuerpo del hueso, y de considerable fuerza.
Su apex es afilado, ligeramente curvado hacia arriba y en flexión del antebrazo es recibido por la fosa coronoide del húmero.
Su superficie superior es suave, cóncava y forma la parte inferior de la incisura troclear o cavidad sigmoidea mayor.
Su superficie anteroinferior es cóncava y está marcada con una impresión rugosa por la inserción del músculo braquial. En la unión de esta superficie con la parte frontal del cuerpo del cúbito hay una eminencia rugosa, la tuberosidad del cúbito, que sirve de inserción para una parte del músculo braquial; en el borde lateral de esta tuberosidad se une el ligamento oblicuo.
Su superficie lateral presenta una estrecha y oblonga depresión articular, la incisura radial o cavidad sigmoidea menor.
Su superficie medial, con su libre y prominente margen, sirve de unión a parte del ligamento colateral ulnar. En la parte frontal de esta superficie hay una pequeña eminencia redondeada que sirve como origen a un extremo del Músculo flexor común profundo de los dedos de la mano; Detrás de esta eminencia hay una depresión para parte del origen del músculo flexor digital profundo; descendiendo desde esta eminencia se encuentra una cresta que da origen a un extremo del músculo pronador redondo.
Frecuentemente, el músculo flexor largo del pulgar surge desde la parte inferior de la apófisis coronoides mediante un haz de fibras musculares.
La apófisis coronoides del cúbito no debe ser confundida con la apófisis coracoides de la escápula, de similar pronunciación.

## Imágenes adicionales

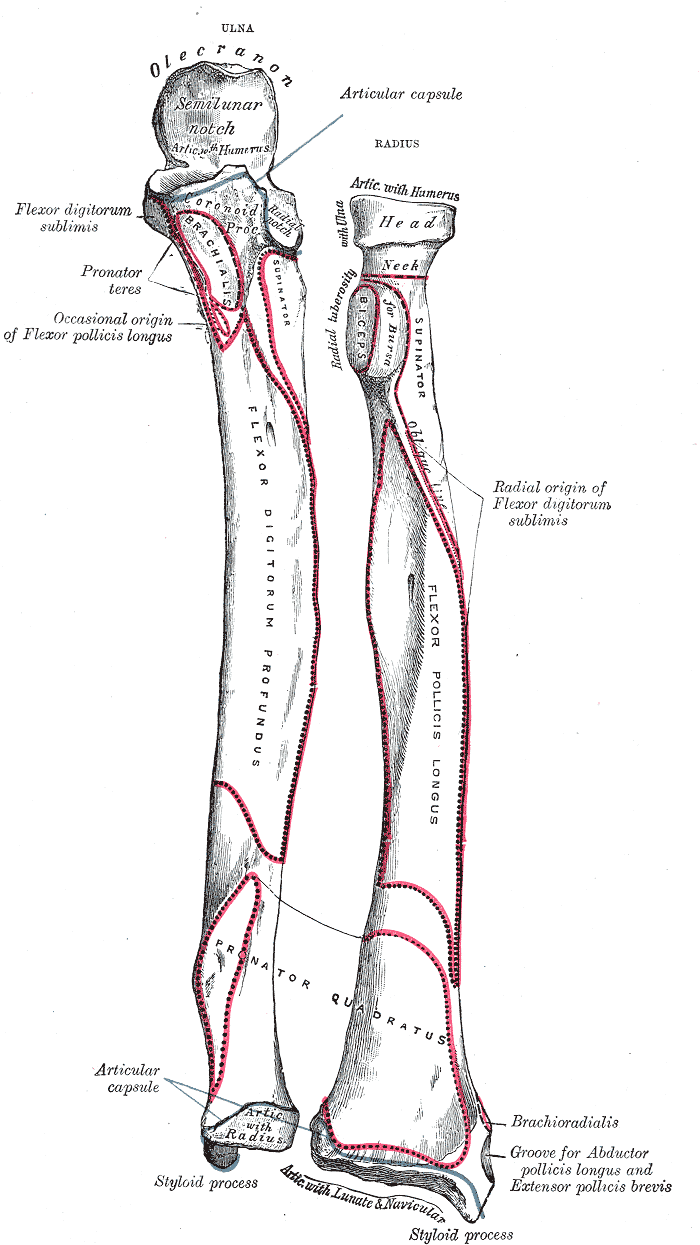
Huesos del antebrazo. Visión anterior.